# 第8回ダブリン映画批評家協会賞
第8回ダブリン映画批評家協会賞は、2013年の映画に贈られる賞で、2013年12月18日に発表された。

## 受賞一覧

### 作品賞
- 受賞  『ゼロ・グラビティ』
  - 次点 『グレート・ビューティー/追憶のローマ』

### 監督賞
- 受賞 アルフォンソ・キュアロン - 『ゼロ・グラビティ』
  - 次点 パオロ・ソレンティーノ - 『グレート・ビューティー/追憶のローマ』

### 男優賞
- 受賞 ブルース・ダーン - 『ネブラスカ ふたつの心をつなぐ旅』
  - 次点 トム・ハンクス - 『キャプテン・フィリップス』

### 女優賞
- 受賞 ケイト・ブランシェット - 『ブルージャスミン』
  - 次点 アデル・エグザルホプロス - 『アデル、ブルーは熱い色』

### ブレイクスルー賞
- レイク・ベル - 『私にだってなれる! 夢のナレーター単願希望』
- ジョシュア・オッペンハイマー - 『アクト・オブ・キリング』

### 新人賞
- アデル・エグザルホプロス - 『アデル、ブルーは熱い色』

### 撮影賞
- エマニュエル・ルベツキ - 『トゥ・ザ・ワンダー』、『ゼロ・グラビティ』

### アイルランド映画賞
- Good Vibrations

### ドキュメンタリー映画賞
- 『アクト・オブ・キリング』